# Song Yoo-hyun
Song Yoo-hyun (en hangul, 송유현; nacida el 8 de enero de 1983) es una actriz surcoreana.

## Primeros años
Durante sus estudios de secundaria en una escuela de humanidades se propuso ser cantante, y llegó a aprobar el examen de ingreso para una escuela artística, pero lo hizo sin el conocimiento de sus padres, que al saberlo se opusieron a ese traslado. Después supo casualmente de la existencia de la Universidad Nacional de Artes de Corea; decidió llamar para pedir información sobre la modalidad de ingreso, y le dijeron que ese verano habría un taller de actuación seguido de audiciones. Gracias a ello logró entrar más adelante en esa universidad. Sin embargo, en sus primeros años allí creía no tener talento y no pensaba que llegaría a ser actriz. En su último año de estudios, la repentina oportunidad de actuar en el musical Liar le hizo cambiar de perspectiva sobre su profesión y decidió seguir ese camino.
Song se licenció en Actuación en 2007, en el Instituto de Teatro de la Universidad Nacional de Artes de Corea, y años después, cuando ya estaba trabajando, completó su formación en 2015 con un máster en Cine obtenido en la Universidad de Corea.

## Carrera
Además de actriz de teatro, cine y televisión, es modelo publicitaria, pero es reconocida sobre todo como actriz de teatro. Debutó en 2008 precisamente en este medio, con la obra The Shape, y ha trabajado después regularmente en los escenarios; algunas de las producciones dramáticas en las que ha aparecido con Closer, Wedding Scandal y Hobby Room. En televisión, ya en 2009 tuvo un breve papel de enfermera en la serie de KBS My Too Perfect Sons. Llegó al cine años después, en 2013, con la película colectiva Kisses. Desde entonces ha sido una versátil actriz de reparto en numerosas producciones tanto en cine como en televisión, sin haber abandonado nunca el teatro.
Algunos de sus papeles destacados son el de Goo Jong-hee en la serie diaria de KBS1 Love Returns; la pérfida Han Go-eun en Strangers from Hell; la enfermera Cho Gyeong-seon en Confession; y la madre indiferente Mi-yeon en 18 Again.
En octubre de 2017 firmó un contrato de representación exclusiva con la agencia C9 Entertainment; dos años después, en octubre de 2019, pasó a WS Entertainment. En 2024 estaba sin embargo representada por otra compañía, Hicon Entertainment.
En 2021 fue Oh In-ah en Now, We Are Breaking Up, la jefa del equipo de diseño de la segunda marca de la compañía de moda; es una persona amable en apariencia pero capaz de traicionar a cualquiera.

### Cine
| Año  | Título                  | Hangul                  | Papel                                           | Notas                                                      | Ref.   |
| ---- | ----------------------- | ----------------------- | ----------------------------------------------- | ---------------------------------------------------------- | ------ |
| 2013 | Kisses                  | 키스                    | Jessica                                         | Película colectiva                                         |        |
| 2014 | Confession              | 좋은 친구들             | Chica 2 en la sala de espera                    |                                                            |        |
| 2015 | Planck Constant         | 플랑크 상수             | Chica casta                                     |                                                            |        |
| 2016 | Alone                   | 혼자                    | Ji-yeon                                         |                                                            |        |
| 2019 | Mate                    | 메이트                  | Ji-seon                                         |                                                            |        |
| 2019 | Move the Grave          | 이장                    | Profesora                                       | Aparición especial                                         |        |
| 2020 | Secret Zoo              | 해치지않아              | Mujer coreana en el extranjero                  |                                                            |        |
| 2020 | Deliver Us from Evil    | 다만 악에서 구하소서    | Esposa de pareja casada                         |                                                            |        |
| 2021 | Plus Nine Romance       |                         | Representante de la empresa de entretenimiento. | Cameo                                                      |        |
| 2021 | Midnight                | 미드나이트              | Jefa de sección                                 |                                                            | [ 13 ] |
| 2021 | Happy New Year          | 해피 뉴 이어            | Escritora Yoo                                   |                                                            | [ 13 ] |
| 2022 | Happy New Year          | 해피 뉴 이어            | Escritora Yoo                                   | Versión extendida de la película de 2021, emitida en TVING | [ 13 ] |
| 2023 | The Glorious My Revenge | 찬란한 나의 복수        | Mujer de Ryoo I-jae                             |                                                            |        |
| 2024 | Project Silence         | 탈출: 프로젝트 사일런스 | Madre de Gyeong-min                             |                                                            | [ 14 ] |
| 2024 | Handsome Guys           | 핸섬가이즈              | Monja                                           |                                                            | [ 15 ] |
| 2024 | Invasión, insurrección  | 전,란                   | Chamana                                         |                                                            |        |

### Series de televisión
| Año     | Título                               | Papel                             | Canal | Notas                    | Ref.          |
| ------- | ------------------------------------ | --------------------------------- | ----- | ------------------------ | ------------- |
| 2009    | My Too Perfect Sons                  | Enfermera                         | KBS2  |                          |               |
| 2011    | Paradise Ranch                       | Yoo Song-yi                       | SBS   |                          |               |
| 2013    | She Is Wow                           |                                   | tvN   |                          |               |
| 2014    | Emergency Couple                     |                                   | tvN   |                          |               |
| 2016    | The Good Wife                        | Amante secreta de Park Dong-hyeon | tvN   |                          |               |
| 2016    | Signal                               | Kang Se-yeong                     | tvN   |                          |               |
| 2016    | On the Way to the Airport            | Choi Kyung-sook                   | KBS2  |                          |               |
| 2017    | School 2017                          | Consejera académica               | KBS2  |                          |               |
| 2017-18 | Love Returns                         | Goo Jong-hee                      | KBS1  |                          | [ 6 ] [ 16 ]  |
| 2018    | Mother                               | Song Ye-eun                       | tvN   |                          | [ 17 ]        |
| 2019    | Designated Survivor: 60 Days         | Kim Eun-joo                       | tvN   |                          | [ 8 ]         |
| 2019    | Welcome 2 Life                       | Yoo Jin-hee                       | MBC   |                          | [ 8 ]         |
| 2019    | Confession                           | Cho Gyeong-seon                   | tvN   |                          | [ 8 ] [ 18 ]  |
| 2019    | Strangers from Hell                  | Han Go-eun                        | OCN   |                          | [ 7 ] [ 19 ]  |
| 2020    | Born Again                           | Lim Hwa-young                     | KBS2  | Aparición especial       | [ 20 ]        |
| 2020    | Team Bulldog: Off-Duty Investigation | Productora Hong                   | OCN   |                          | [ 21 ] [ 22 ] |
| 2020    | 18 Again                             | Mi-yeon                           | JTBC  |                          | [ 9 ]         |
| 2021    | Now, We Are Breaking Up              | Oh In-ah                          | SBS   |                          | [ 12 ] [ 23 ] |
| 2021    | Chimera                              | Yu-ni                             | OCN   |                          |               |
| 2022    | Golden Spoon                         | Kim Na-young                      | MBC   |                          | [ 24 ]        |
| 2024    | La reina Woo                         | Yeo-jin                           | TVING | Serie web, segunda parte | [ 11 ] [ 25 ] |

## Teatro
| Año  | Título                             | Hangul                   | Papel              | Notas                                                 | Ref.   |
| ---- | ---------------------------------- | ------------------------ | ------------------ | ----------------------------------------------------- | ------ |
| 2008 | The Shape                          | 쉐이프                   | Ji-eun             | Pequeño Teatro del Centro de Arte Dongsung, 22/8-2/11 |        |
| 2008 | Seoul Note                         | 서울노트                 |                    |                                                       | [ 3 ]  |
| 2012 | Heotang                            | 허탕                     | Hwayi, presa n.º 3 | Pequeño Teatro del Centro de Arte Dongsung, 15/6-2/09 | [ 1 ]  |
| 2012 | Wedding Scandal                    | 웨딩 스캔들              | Elsa               | Salón de Arte Sangmyung, 24/8/2012-3/2/2013           |        |
| 2015 | Hobby Room                         | 취미의 방                | Mika               | Plus Theatre, 28/11/2015-21/2/2016                    |        |
| 2016 | Alcohol, Tears and Jekyll and Hyde | 술과 눈물과 지킬앤하이드 | Eve Danvers        | Teatro Jayu Daehakro, 8/4-12/6                        | [ 3 ]  |
| 2016 | Closer                             | 클로저                   | Anna               | Teatro Yegreen de Daehakro, 6/09 al 13/11             | [ 26 ] |